# Mourt's Relation
A Relation or Journal of the Beginning and Proceedings of the English Plantation Settled at Plimoth in New England, conosciuta come Mourt's Relation è una relazione scritta tra il novembre del 1620 e il novembre del 1621 e descrive in dettaglio gli eventi che accaddero dallo sbarco dei padri pellegrini del Mayflower a Cape Cod, al porto di Provincetown, fino alle loro esplorazioni e all'insediamento definitivo nella Colonia di Plymouth.

## Autore
Fu scritto principalmente da Edward Winslow, sebbene sembri che William Bradford abbia redatto la maggior parte della prima sezione. Il libro descrive i rapporti dei Pellegrini con i Nativi Americani circostanti, fino a quello che è comunemente chiamato il primo giorno del ringraziamento e l'arrivo della nave Fortune nel novembre del 1621. Mourt's Relation fu pubblicato e venduto per la prima volta da John Bellamy a Londra nel 1622. Il trattato è stato talvolta erroneamente citato come "a cura di George Morton, a volte chiamato George Mourt", il che ha portato al suo titolo, Mourt's Relation.
Morton era un separatista puritano che si era trasferito a Leida, in Olanda. Rimase indietro quando i primi coloni partirono per Plymouth, Massachusetts, ma continuò a gestire gli affari in Europa e a Londra per la loro causa - presumibilmente organizzando la pubblicazione e forse contribuendo alla stesura di Mourt's Relation. Nel 1623, lo stesso Morton emigrò nella colonia di Plymouth con la moglie Juliana, sorella della moglie del governatore William Bradford, Alice. Purtroppo, George Morton non visse a lungo nel Nuovo Mondo; morì l'anno successivo nel 1624.
Il figlio di George Morton, Nathaniel Morton, divenne segretario della colonia di Plymouth, stretto consigliere dello zio governatore William Bradford che lo crebbe dopo la morte del padre, e autore dell'influente racconto della colonia di Plymouth "New England's Memorial".

## Eredita'
Un'antica tradizione del Wall Street Journal, lunga ben sessant'anni, prevede la ristampa della sezione sul "primo Giorno del Ringraziamento" il mercoledì che precede la festività.
Mentre altri giornali riassumevano il libretto omettendo la ormai famosa storia del Giorno del Ringraziamento, il testo originale sembra essere andato perduto o dimenticato entro il XVIII secolo. Una copia fu riscoperta a Filadelfia nel 1820, e la prima ristampa integrale avvenne nel 1841. In una nota a piè di pagina, l'editore Alexander Young fu il primo a identificare il banchetto del 1621 come "il primo Giorno del Ringraziamento".
Nel 1921, una copia del libretto venne venduta all'asta per $3.800.